# Districte de Cutx Behar

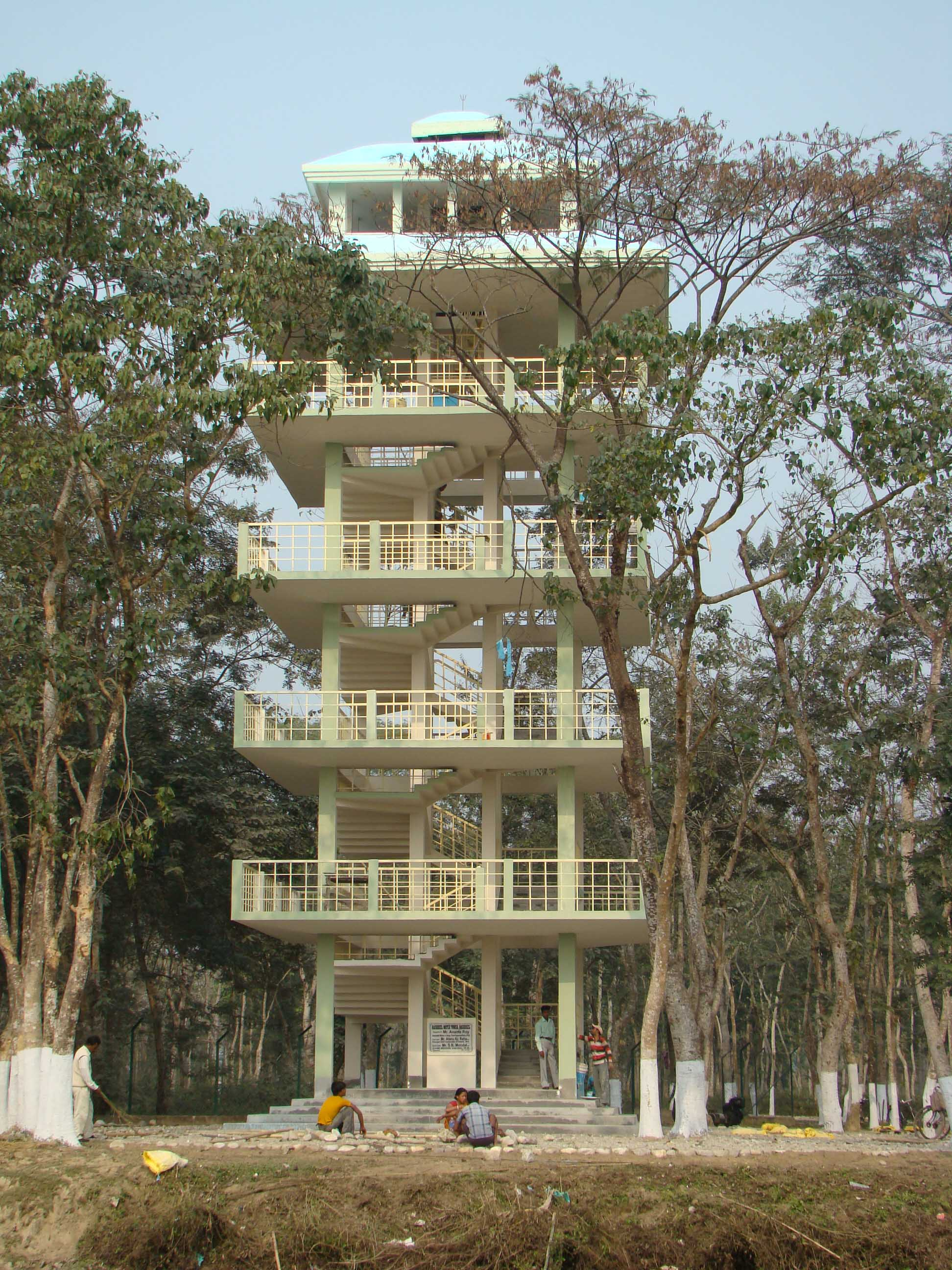
Rasikbeel

El districte de Cutx Behar —কোচবিহার জেলা en bengalí, Cooch Behar District en anglès— és una divisió administrativa de Bengala Occidental (Índia) amb capital a la ciutat de Cooch Behar. La superfície és de 3.387 km² i la població de 2.479.155 habitants (cens del 2001). Està format per cinc subdivisions: Cooch Behar Sadar, Dinhata, Mathabhanga, Mekhliganj i Tufanganj.

## Història
Per un acord signat el 28 d'agost de 1949 el raja de Koch Bihar va accedir a l'Índia. La transferència a la província i després estat de Bengala Occidental es va produir el 19 de gener de 1950 i en la mateixa data es va constituir en districte. Dins el districte van quedar 92 exclavaments de Pakistan (després Bangladesh) amb 47 km² (106 exclavaments indis són a Bangladesh amb 69 km²).

## Llocs interessants
- Palau de Cooch Behar (Rajbari)
- Temple Madan Mohan
- Excavació a Rajpat
- Temple de Baneshwar Shiv
- Madhupur Dham a 10 km de la capital
- Temple Kamteswari a 35 km
- Cisterna de Sagardighi
- Rasikbil, sdantuari d'ocells
- Rasomati Ecotourism complex
- Kholta Ecotourism Spot
- Eco Heritage Park
- Nipendra Narayan Park
- Brahmo Mandir
- Ranir Bagan
- Baradebi Bari
- Siddheswari Kali Bari
- Temple Dangar Ayee
- Temple Siddhanath de Xiva a Dhaluabari